# Rivière à Bœuf
Pour les articles homonymes, voir Bœuf.
La rivière à Bœuf coule dans la municipalité de Saint-Luc-de-Bellechasse, dans la municipalité régionale de comté (MRC) de Les Etchemins, dans la région administrative de Chaudière-Appalaches, au Québec, au Canada.
La rivière à Bœuf est un affluent de la rive nord de la rivière Etchemin laquelle coule vers le sud-ouest, puis vers le nord pour se déverser sur la rive sud du fleuve Saint-Laurent, en face de la ville de Québec.

## Géographie
Les principaux bassins versants voisins de la rivière à Bœuf sont :
- côté nord : rivière des Mornes, rivière de la Fourche, rivière du Pin ;
- côté est : rivière Blanche, rivière Etchemin ;
- côté sud : rivière Etchemin ;
- côté ouest : ruisseau Goupil, ruisseau du Dix, rivière des Fleurs.

La rivière à Bœuf tire sa source au cœur du massif du Sud, dans les monts Notre-Dame, dans la municipalité de Saint-Luc-de-Bellechasse. Cette source est située à 5,9 km au sud-est du centre du village de Saint-Damien-de-Buckland, à 6,4 km au nord du centre du village de Saint-Luc-de-Bellechasse et à l'est du village de Saint-Nazaire-de-Dorchester.
À partir de sa source, la rivière à Bœuf coule en zone forestière et montagneuse sur 12,0 km répartis selon les segments suivants :
- 5,8 km vers le sud-est, jusqu'à la route du 12e -Rang ;
- 1,8 km vers le sud, jusqu'à la décharge du Lac à Bœuf (venant du nord-est) ;
- 0,8 km vers le sud, jusqu'au 10e Rang ;
- 0,8 km vers le sud-ouest, jusqu'à la confluence du ruisseau du Dix ;
- 2,8 km vers le sud-ouest, puis vers le sud-est, jusqu'à sa confluence.

La rivière à Bœuf se jette sur la rive nord de la rivière Etchemin. La confluence de la rivière à Bœuf est située en aval de la confluence de la rivière Blanche et à 3,4 km à l'est du centre du village de Saint-Luc-de-Bellechasse.

## Toponymie
Le toponyme Rivière à Bœuf a été officialisé le 18 juillet 1973 à la Commission de toponymie du Québec. 
Avant 1973, le nom officiel était Rivière Etchemin Nord bien que le nom Rivière à Bœuf apparaissait sur certaines cartes avant son officialisation.